# Избори за Скупштину Црне Горе 2020.
Избори за посланике у Скупштину Црне Горе 2020. одржани су 30. августа 2020. године.

## Позадина
Након парламентарних избора 2016. године, цјелокупна опозиција отпочела је колективни бојкот свих засједања Скупштине. У јануару 2017, 39 посланика од укупно 81 бојкотовало је скупштинска засједања, захтијевајући ванредне изборе који би се одржали најкасније до 2018, када су заказани сљедећи предсједнички избори.
Светозар Маровић, тадашњи потпредсједник владајуће Демократске партије социјалиста (ДПС), ухапшен је 2016. због довођења у везу са дуготрајним случајем корупције у Будви; у оптужници Државног тужилаштва наведен је као „шеф будванске криминалне групе”, што је касније признао на суду. На крају је побјегао у Србију због наводног психијатријског лијечења у Београду, гдје тренутно борави. Црна Гора је више пута тражила његово изручење од Србије. Маровић је у августу 2020. у свом разговору са медијима, првом од бјекства у Србију, оптужио руководство ДПС-а за корупцију, непотизам, партикратију и ауторитарност, такође оптужујући Мила Ђукановића за намјештање коруптивног процеса против њега и чланова његове породице.
У извјештају од јуна 2018. године, који је објављен послије предсједничких избора у априлу исте године, Канцеларија за демократске институције и људска права ОЕБС-а позива на изборне реформе у Црној Гори и на више интегритета, непристрасности и професионалности у изборној администрацији.
Протести против корупције у Влади коју преводи ДПС почели су у фебруару 2019. послије откривања снимака и докумената који указују на умијешаност највиших званичника у прибављању средстава за владајућу странку. Свих 39 опозиционих посланика 30. марта потписало је „Споразум за будућност”, који су предложили организатори протеста, а на којима су обећали да ће бојкотовати изборе 2020. уколико их буду сматрали нерегуларним. Маја 2020, организатори протеста позвали су на бојкот избора 30. августа, заједно са неким опозиционим странкама, тврдећи да избори неће бити одржани под фер условима.
Одбор за реформу изборног система, који је имао подршку Европске уније, а у којем су учествовали припадници и власти и опозиције, распуштен је у децембру 2019, након што је опозиција напустила сједницу одбора у знак протеста због контроверзног закона о вјероисповијести који је усвојила власт, оптужујући владајућу странку за подстицање етничке мржње и немира. Крајем децембра 2019. започео је други талас протеста против новоусвојеног закона којим се дејуре преноси власништво над црквеним грађевинама и посједима са Српске православне цркве у Црној Гори на државу.
У извјештају о политичким правима и грађанским слободама из маја 2020, Freedom House је Црну Гору описао као хибридни режим, а не као демократију због пада стандарда у управљању, правди, изборима и слободи медија. Freedom House наводи да су године све већег заробљавања државе, злоупотребе моћи и тактике моћника које је примијенио дугогодишњи предсједник Владе и предсједник државе Мило Ђукановић гурнуле земљу преко ивице и по први пут од 2003. Црна Гора није категоризована као демократија. Извјештај је нагласио неједнаки изборни процес, случајеве политичких хапшења, негативна кретања везана за независност судства, медијске слободе, као и низ неријешених случајева корупције у влади коју предводи ДПС. Упркос поновљеним захтјевима опозиције, невладиног сектора и институција које подржава ЕУ за професионализацијом и неутрализацијом институција које контролишу изборни процес, оне су и даље под фактичком контролом владајуће коалиције коју предводи ДПС.

## Изборни систем
Свих 81 посланички мандат Скупштине Црне Горе бира се у једној изборној јединици користећи пропорционалну заступљеност затворених листа. Мандати се додјељују према Д’Онтовом систему са цензусом од 3%. Међутим, мањинским групама које чине не више од 15% становништва у изборној јединици даје се изузеће којим се цензус смањује на 0,7% са највише три посланичка мандата. Посебно изузеће даје се Хрватима, уколико ниједна листа не пређе цензус од 0,7%, листа са највише гласова добија један мандат ако добије више од 0,35% гласова.

## Кампања
Социјалистичка народна партија, Уједињена Црна Гора, Радничка партија и независна група у Скупштини сложиле су се 1. маја 2019. да оснују нови свеопшти политички савез под именом „Да свако има”. Савез се распао прије избора. У августу 2020. све три странке одлучиле су да се придруже Заједно са Новоформираном Странком Демократија и Демократским фронтом (ДФ) На Листи „За будућност Црне Горе”, а то су учиниле и неке мање политичке странке, као што су Права Црна Гора (ПЦГ), Демократска странка јединства (ДСЈ),
Грађански покрет Уједињена реформска акција (УРА) донијела је одлуку 11. јула 2020. да на изборе изађе независно, представљајући своју изборну платформу „Црно на бијело”, на челу са независним кандидатима, укључујући познату новинарку и активисткињу Милку Тадић, неке универзитетске професоре, новинаре, грађанске и НВО активисте, са лидером странке Дританом Абазовићем као носиоцем листе. Изборна листа УРА-е такође садржи једног представника бошњачке Странке правде и помирења, као и неколико мањих локалних странака и иницијатива.
Демократска Црна Гора (ДЦГ), Демократски савез (ДЕМОС), Нова љевица (НЉ), Партија пензионера, инвалида и реституције (ППИР),  и НВО Друштво за истраживање политике, одлучили су да оснују предизборну коалицију под називом „Мир је наша нација”, са лидером Демократа Алексом Бечићем као носиоцем листе.
Опозиционе Социјалдемократска партија (СДП) саопштила је 12. јула 2020. да ће на изборе изаћи самостално, као и Социјалдемократе (СД), мањи коалициони партнер у Марковићевој влади, неколико дана раније.
„Албанска листа”, мањинска политичка коалиција коју су формирале Нова демократска снага (НДС), Албанска алтернатива (АА), Албанска коалиција Перспектива (АКП) и Демократски савез Албанаца (ДСА). Неколико седмица раније, Демократска унија Албанаца (ДУА) пристала је да се придружи коалицији Демократске партије (ДП) и Демократски савез у Црној Гори (ДСуЦГ) под називом „Албанска коалиција — Једногласно”.
Почетком августа 2020. Бошњачка странка (БС) најавила је да ће на изборе изаћи самостално, као и Хрватска грађанска иницијатива (ХГИ) и новоформирана Хрватска реформска странка (ХРС).
Владајућа Демократска партија социјалиста (ДПС) одлучила је 1. августа 2020. да на изборе изађе самостално, са Андријом Поповићем као представником Либералне партије (ЛП) на изборној листи ДПС-а, а тренутним премијером Душком Марковићем као носиоцем изборне листе.

### Изборне листе
| Бр. | Назив изборне листе | Носилац изборне листе | Напомена |
| --- | --- | --------------------- | -------- |
| 1 | Социјалдемократе — Иван Брајовић — Ми одлучујемо досљедно | Иван Брајовић         |          |
| 2 | Бошњачка странка — Исправно — Рефет Хусовић | Ервин Ибрахимовић     | М        |
| 3 | ХГИ. Свим срцем за Црну Гору! | Адриан Вуксановић     | М        |
| 4 | Социјалдемократска партија — Јака Црна Гора! | Драгиња Вуксановић    |          |
| 5 | Хрватска реформска странка Црне Горе — ХРС | Радован Марић         | М        |
| 6 | др Дритан Абазовић — Црно на бијело — др Срђан Павићевић | Дритан Абазовић       |          |
| 7 | Албанска коалиција „Једногласно” — ДП, ДУА, ДСЦГ | Фатмир Ђека           | М        |
| 8 | Одлучно за Црну Гору! ДПС, ЛП — Мило Ђукановић | Душко Марковић        |          |
| 9 | За будућност Црне Горе — Давид Ракоњац Српски реформисти, Бирам Црну Гору, Демократски фронт (Нова српска демократија, Покрет за промјене, Демократска народна партија), Социјалистичка народна партија Црне Горе, Народни покрет, Не Дамо Црну Гору, Права Црна Гора, Уједињена Црна Гора, Радничка партија, Листа За Херцег Нови, Покрет За Пљевља, Нова Будва, Партија удружених пензионера и инвалида Црне Горе, Југословенска Комунистичка Партија Црне Горе, Српска радикална странка, Странка пензионера, инвалида и социјалне правде Црне Горе, Демократска српска странка, Српска листа, Странка српских радикала, Демократска странка јединства и Нестраначке Личности | Давид Ракоњац         |          |
| 10 | Албанска листа — Генци Ниманбегу, Ник Ђељошај | Ник Ђељошај           | М        |
| 11 | Алекса Бечић — Миодраг Лекић — „Мир је наша нација”ДЦГ,ДЕМОС, ПИР НЉ, НВО Друштво за истраживање политике | Алекса Бечић          |          |
| | |                       |          |
| Извор: Званична збирна изборна листа за избор посланика у Скупштину Црне Горе Архивирано на веб-сајту (13. октобар 2016), dik.co.me [Државна изборна комисија Црне Горе, ДИК] | |                       |          |

М — означава изборну листу националне мањине

## Резултати
|                                                                                          |                                 |         |       |        |         |      |
| Странка/коалиција                                                                        | Странка/коалиција               | Гласови | %     | +/−    | Мандати | +/−  |
|                                                                                          | Демократска партија социјалиста | 143,515 | 35,06 | −6,35  | 30      | −6   |
|                                                                                          | За будућност Црне Горе          | 133,261 | 32,55 | +12,32 | 27      | +6   |
|                                                                                          | Мир је наша нација              | 51,298  | 12,54 | +2,53  | 10      | -2   |
|                                                                                          | Уједињена реформска акција      | 22,679  | 5,53  | +1,85  | 4       | +2   |
|                                                                                          | Социјалдемократе                | 16.769  | 4,10  | +0,84  | 3       | +1   |
|                                                                                          | Бошњачка странкаM               | 16,279  | 3,98  | +0,82  | 3       | +1   |
|                                                                                          | Социјалдемократска партија      | 12,835  | 3,14  | −2,09  | 2       | −2   |
|                                                                                          | Албанска листаМ                 | 6,488   | 1,58  | +0,31  | 1       | 0    |
|                                                                                          | Албанска коалицијаМ             | 4,675   | 1,14  | +0,25  | 1       | +1   |
|                                                                                          | Хрватска грађанска иницијативаМ | 1,106   | 0,27  | −0,20  | 0       | −1   |
|                                                                                          | Хрватска реформска странкаМ     | 496     | 0,13  | нова   | 0       | нова |
| Неважећи/празни гласови                                                                  | Неважећи/празни гласови         | 4,500   | 2,09  | —      | —       | —    |
| Укупно                                                                                   | Укупно                          | 413.894 | 100   | —      | 81      | 0    |
| Регистровани гласачи/излазност                                                           | Регистровани гласачи/излазност  | 540,026 | 76.64 | —      | —       | —    |
| M — означава изборну листу националне мањине, којој није потребно да пређе цензус од 3%. |                                 |         |       |        |         |      |

## Контроверзе
Дана 13. августа, Државна изборна комисија (ДИК) на иницијативу Демократа Црне Горе, донела је мишљење којим и грађани са истеклим документима, којих је између 30.000—50.000, могу да остваре бирачко право, чак и са документима из времена СФРЈ, којих је око 7.500 заједно са грађанима без икаквих докумената.
Дана 14. августа, опозициона коалиција „За будућност Црне Горе” издала је прво од неколико саопштења о хиљадама дупло уписаних бирача у бирачки списак Црне Горе и тзв. Косова, иако Црна Гора по уставу не дозвољава двојно држављанство осим у специјалним случајевима.